# 極速快感：進化世代
《極速快感：進化世代》（中国大陆官方译为）为极品飞车系列转变制作思路后的第一批作品之一，是極速快感第13部系列作品，预计于2009年9月22日在北美首发。2008年发售的《极品飞车：无间风云》的销量远逊于预期，致使EA对该系列的全平台战略做出了调整，改为针对不同平台推出不同的作品，重振极品飞车系列的辉煌。《极品飞车：進化世代》便是专门针对核心平台的传统赛车作品，对应PC、Playstation 3、Xbox360、PSP、iPhone OS五个平台。该作的主要卖点为精致细腻的画面以及真實刺激的驾驶体验。在2009年发售的三款极品飞车作品：《极品飞车：絕影狂飆》、《極速快感Online》、《极品飞车：進化世代》中，本作是最能体现系列传统的作品。
游戏的iOS版本在2015年9月从App Store下架，至今未重新上架。

## 追加下载内容
EA在2002年的《极品飞车：闪电追踪2》後再沒有收錄法拉利，直到2010年，EA再度取得法拉利授權，將會推出《极品飞车：進化世代》法拉利更新程式：Ferrari Racing Series（法拉利赛车系列），但僅限於Xbox版本，且要花上10美元購買。

## 外部連結
- 《極速快感：進化世代》官方網頁[永久]